# Ormyrus capsalis
Ormyrus capsalis is een vliesvleugelig insect uit de familie Ormyridae. De wetenschappelijke naam is voor het eerst geldig gepubliceerd in 1994 door Askew.